# Хау (линеен кораб, 1940)
Хау (на английски: HMS Howe (32)) е британски линеен кораб, последният в серията от петте линкора на типа „Кинг Джордж V“.
„Хау“ е заложен на 1 юни 1937 г. и спуснат на вода на 9 април 1940 г. Линкорът първоначално е кръстен „Бити“, но името е променено на „Хау“ в чест на адмирал Ричард Хау. Въведен е в строй на 29 август 1942 г. Както и неговият систършип „Ансън“, „Хау“ прекарва по-голямата част от службата си в Арктика, осигурявайки прикритие на арктическите конвои плаващи към СССР.
През 1943 „Хау“ взема участие в операция „Хъски“, поддържайки нахлуването на съюзническите войски в Сицилия. Заедно с „Кинг Джордж V“, „Хау“ съпровожда два италиански линкора до Александрия. По-късно е изпратен в Тихия океан и е включен в оперативната група 113, където осъществява военноморска бомбардировка над Окинава на 1 април 1945 г.
След края на войната „Хау“ служи четири години като флагман на учебното подразделение в Портланд, преди да бъде изведен в запас през 1950 г. Линкорът е изключен от списъците на флота през 1957 г., и е продаден за разкомплектоване през 1958 г. Напълно е разглобен към 1961 г.